# Теплогорское сельское поселение (Пермский край)
Теплогорское се́льское поселе́ние — муниципальное образование в Горнозаводском районе Пермского края Российской Федерации.
Административный центр — рабочий посёлок Тёплая Гора.

## История
Статус и границы сельского поселения установлены Законом Пермской области от 10 ноября 2004 года № 1733-354 «Об утверждении границ и о наделении статусом муниципальных образований Горнозаводского района Пермского края»

## Население
| 2010  | 2012  | 2013  | 2014  | 2015  | 2016  | 2017  |
| ----- | ----- | ----- | ----- | ----- | ----- | ----- |
| 3864  | ↘3710 | ↘3596 | ↘3506 | ↘3470 | ↘3386 | ↘3303 |
| 2018  |       |       |       |       |       |       |
| ↘3224 |       |       |       |       |       |       |

## Состав сельского поселения
| № | Населённый пункт | Тип населённого пункта                  | Население |
| - | ---------------- | --------------------------------------- | --------- |
| 1 | Промысла         | рабочий посёлок                         | ↘383      |
| 2 | Тёплая Гора      | рабочий посёлок, административный центр | ↘2719     |